# Wilhelm Rütten
Wilhelm Rütten (* 17. Februar 1948) ist ein deutscher Rechtswissenschaftler.

## Leben
Rütten wurde 1981 mit der Dissertation Das zivilrechtliche Werk Justus Henning Böhmers. Ein Beitrag zur Methode des Usus modernus pandectarum an der Universität Tübingen promoviert. Seine Habilitation erfolgte 1987 unter Knut Wolfgang Nörr ebenfalls in Tübingen mit der Schrift Mehrheit von Gläubigern. Anschließend lehrte er dort als Privatdozent. 1991  wurde er Professor für bürgerliches Recht an der Universität Bonn. 
Seine Arbeitsschwerpunkte waren die Geschichte des Beweisrechts, die Geschichte des Völkerrechts (19. und 20. Jahrhundert), die Geschichte des Zivilrechts (20. Jahrhundert), die Geschichte des Nationalsozialismus sowie die Rechtsgeschichte der BRD der 60er und 70er Jahre, insbesondere die des Rheinlandes.
2010 ging er in den Ruhestand.

## Schriften (Auswahl)
- Das zivilrechtliche Werk Justus Henning Böhmers. Ein Beitrag zur Methode des Usus modernus pandectarum (= Tübinger rechtswissenschaftliche Abhandlungen. Band 54). Mohr, Tübingen 1982, ISBN 3-16-644371-1 (Zugleich Dissertation, Univ. Tübingen 1981).
- Mehrheit von Gläubigern (= Tübinger rechtswissenschaftliche Abhandlungen. Band 68). Mohr, Tübingen 1989, ISBN 3-16-645486-1 (Zugleich Habilitationsschrift, Univ. Tübingen 1987).
- mit Mario Ascheri, Friedrich Ebel, Martin Heckel, Antonio Padoa-Schioppa, Wolfgang Pöggeler und Filippo Ranieri (Hrsg.): „Ins Wasser geworfen und Ozeane durchquert“. Festschrift für Knut Wolfgang Nörr. Böhlau, Köln 2003, ISBN 3-412-17801-2.